# Bofarasjön
Bofarasjön är en sjö i Bollnäs kommun i Hälsingland och ingår i Ljusnans huvudavrinningsområde. Sjön är 12 meter djup, har en yta på 1,79 kvadratkilometer och är belägen 66 meter över havet. 

## Beskrivning
Det största inloppet i sjön är Flugån, sjön avvattnas av vattendraget Kilån. Sjön omges av byarna Bofara, Lotan, Löten Västerberg och Västansjö.

## Delavrinningsområde

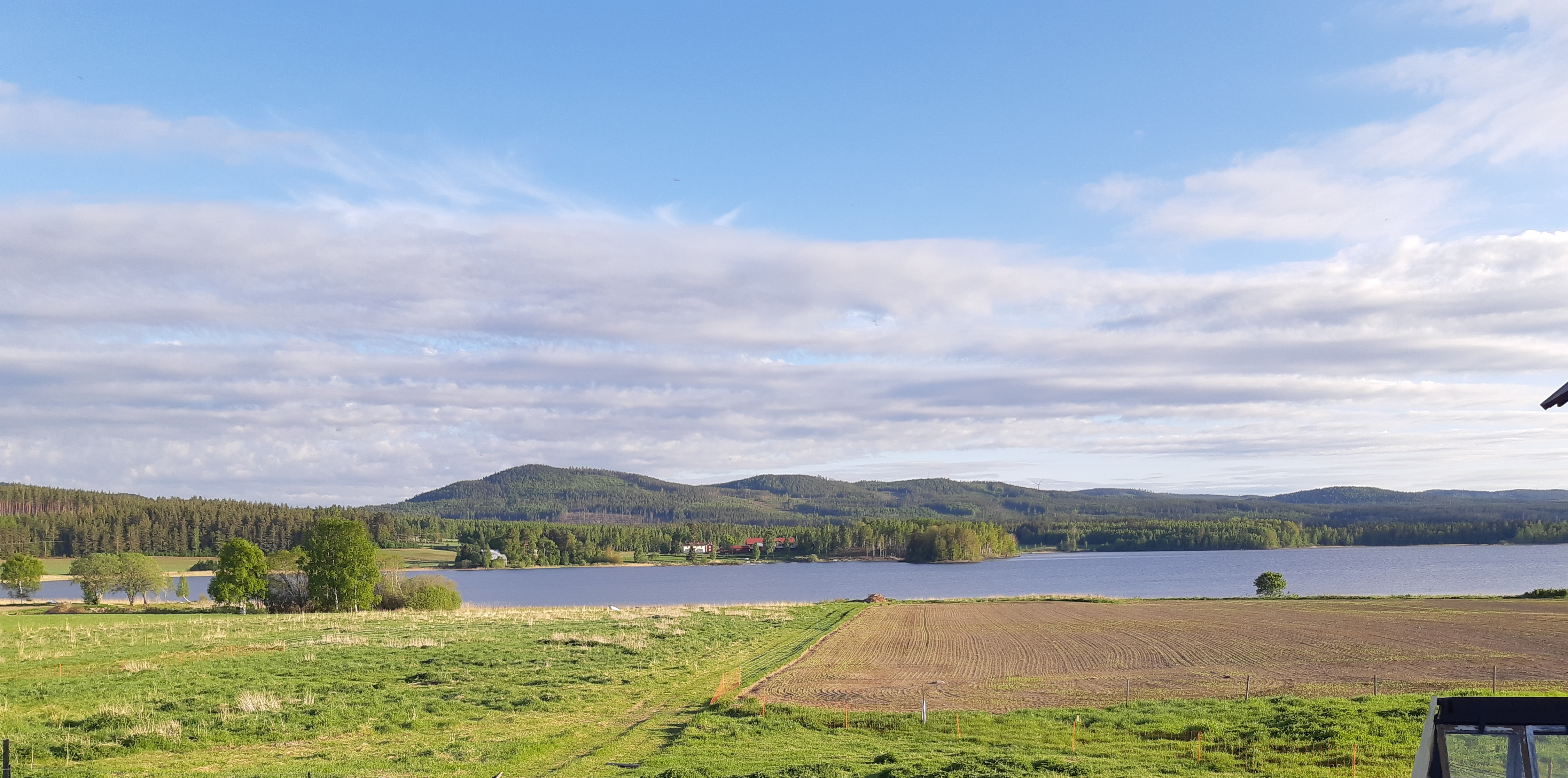
Fotot visar del av Bofarasjön sedd från byn Bofara mot söder med Middagsberget i bakgrunden

Bofarasjön ingår i det delavrinningsområde (678767-153797) som SMHI kallar för Utloppet av Bofarasjön. Medelhöjden är 97 meter över havet och ytan är 7,91 kvadratkilometer. Räknas de 36 avrinningsområdena uppströms in blir den ackumulerade arean 217,49 kvadratkilometer. Kilån (Flugån) som avvattnar avrinningsområdet har biflödesordning 2, vilket innebär att vattnet flödar genom totalt 2 vattendrag innan det når havet efter 38 kilometer. Avrinningsområdet består mestadels av skog (43 procent), öppen mark (10 procent) och jordbruk (20 procent). Avrinningsområdet har 1,78 kvadratkilometer vattenytor vilket ger det en sjöprocent på 22,4 procent.

## Historik
Över Bofarasjön fanns under vintertid plogade vägar som användes för transporter av skilda slag när isen var bärkraftig. Bland de olika  användningsområdena  var att för bönderna och alla som hade sitt arbete i skogen ta sig till och från skogskiftena som ligger söder om sjön. Virke lastades också av i upplag "vältor" på isen för att sedan flottas vidare under våren. Koltransporter från kolmilor i skogarna gick också över sjön och vidare till Kilafors järnvägsstation där det lastades på järnvägsvagnar. Bönderna med jord på andra sidan sjön körde hem sitt hö som lagrats i lador vid sina utegor "Ängerna" som tillhörde gården.
Vid flottningen i Flugån och Kilån transporterades virket med spelflotte över sjön, de senare åren innan flottningen upphörde användes båt med motor till dessa transporter. 
Nödåret 1867 blev sjön inte isfri förrän den 27 juni, och kunde den 18 maj befaras med häst och lass. 